# Tourves
Tourves é uma comuna francesa na região administrativa da Provença-Alpes-Costa Azul, no departamento de Var. Estende-se por uma área de 65,62 km². Em 2010 a comuna tinha 5 127 habitantes (densidade: 78,1 hab./km²).